# Thrypticomyia trifusca
Thrypticomyia trifusca är en tvåvingeart som först beskrevs av Alexander 1948.  Thrypticomyia trifusca ingår i släktet Thrypticomyia och familjen småharkrankar. Inga underarter finns listade i Catalogue of Life.